# Metal Ligaen
Metal Ligaen je nejvyšší plně profesionální ligou ledního hokeje v Dánsku. Vznikla v roce 1955.

## Název ligy
- 1954 - 2005: Eliteserien
- 2005 - 2007: Oddset Ligaen
- 2007 - 2013: AL-Bank Ligaen
- 2013 - současnost: Metal Ligaen

## Systém soutěže
V základní části, která měla v sezóně 2014-2015 36 kol, hrají kluby každý s každým, dvakrát doma dvakrát venku. Do čtvrtfinále play-off se probojuje prvních 8 týmů v tabulce. Všechny kola od čtvrtfinále až do finále se hrají na čtyři vítězná utkání.

## Týmy v sezóně 2024/2025
| Tým                       | Aréna                | Kapacita |
| ------------------------- | -------------------- | -------- |
| Aalborg Pirates           | Gigantium Isarena    | 5,000    |
| Esbjerg Energy            | Granly Hockey Arena  | 4,200    |
| Frederikshavn White Hawks | Scanel Hockey Arena  | 4,000    |
| Herlev Eagles             | DFDS Seaways Arena   | 1,740    |
| Herning Blue Fox          | KVIK Hockey Arena    | 4,105    |
| Odense Bulldogs           | Odense Isstadion     | 3,280    |
| Rungsted Seier Capital    | Saxo Bank Arena      | 2,460    |
| Rødovre Mighty Bulls      | Rødovre Skøjte Arena | 3,600    |
| SønderjyskE Ishockey      | SE Arena             | 5,000    |

## Předchozí vítězové
| - 1955 Rungsted IK - 1956 KSF Kopenhagen - 1957 nehráno - 1958 nehráno - 1959 nehráno - 1960 KSF Kopenhagen - 1961 KSF Kopenhagen - 1962 KSF Kopenhagen - 1963 Rungsted IK - 1964 KSF Kopenhagen - 1965 KSF Kopenhagen - 1966 KSF Kopenhagen - 1967 Gladsaxe SF - 1968 Gladsaxe SF - 1969 Esbjerg FB - 1970 KSF Kopenhagen - 1971 Gladsaxe SF - 1972 KSF Kopenhagen - 1973 Blue Fox de Herning IK - 1974 Gladsaxe SF - 1975 Gladsaxe SF - 1976 KSF Kopenhagen - 1977 Blue Fox de Herning IK - 1978 Rødovre SIK - 1979 Vojens IK - 1980 Vojens IK |  | - 1981 Aalborg Boldspilklub - 1982 Vojens IK - 1983 Rødovre SIK - 1984 Herlev IK - 1985 Rødovre SIK - 1986 Rødovre SIK - 1987 Blue Fox de Herning IK - 1988 Esbjerg FB (Esbjerg IK Oilers) - 1989 White Hawks Frederikshavn IK - 1990 Rødovre SIK - 1991 Blue Fox de Herning IK - 1992 Blue Fox de Herning IK - 1993 Esbjerg FB (Esbjerg IK Oilers) - 1994 Blue Fox de Herning IK - 1995 Blue Fox de Herning IK - 1996 Esbjerg FB (Esbjerg IK Oilers) - 1997 Blue Fox de Herning IK - 1998 Blue Fox de Herning IK - 1999 Mighty Bulls Rødovre SIK - 2000 White Hawks Frederikshavn IK - 2001 Blue Fox de Herning IK - 2002 Nordsjælland Cobras - 2003 Blue Fox de Herning IK - 2004 Esbjerg FB (Esbjerg IK Oilers) - 2005 Blue Fox de Herning IK - 2006 SønderjyskE Ishockey |  | - 2007 Blue Fox de Herning IK - 2008 Blue Fox de Herning IK - 2009 SønderjyskE Ishockey - 2010 SønderjyskE Ishockey - 2011 Blue Fox de Herning IK - 2012 Blue Fox de Herning IK - 2013 SønderjyskE Ishockey - 2014 SønderjyskE Ishockey - 2015 SønderjyskE Ishockey - 2016 Esbjerg Energy - 2017 Esbjerg Energy - 2018 Aalborg Pirates - 2019 Rungsted Seier Capital - 2020 bez vítěze - 2021 Rungsted Seier Capital - 2022 Aalborg Pirates - 2023 Aalborg Pirates - 2024 SønderjyskE Ishockey - 2025 Odense Bulldogs |